# Stevie Wonder/Diskografie
Diese Diskografie ist eine Übersicht über die musikalischen Werke des US-amerikanischen Soul-Sängers Stevie Wonder und seiner Pseudonyme wie Little Stevie Wonder. Den Quellenangaben zufolge hat er bisher mehr als 100 Millionen Tonträger verkauft, davon alleine in seiner Heimat über 35,5 Millionen, damit zählt er zu den Interpreten mit den meisten verkauften Tonträgern weltweit. Seine erfolgreichste Veröffentlichung ist das Album Songs in the Key of Life mit über 10,9 Millionen verkauften Einheiten.

## Alben

### Studioalben
| Jahr                     | Titel Musiklabel                              | Höchstplatzierung, Gesamtwochen/‑monate, AuszeichnungChartplatzierungen (Jahr, Titel, Musiklabel, Platzierungen, Wochen/Monate, Auszeichnungen, Anmerkungen) | Höchstplatzierung, Gesamtwochen/‑monate, AuszeichnungChartplatzierungen (Jahr, Titel, Musiklabel, Platzierungen, Wochen/Monate, Auszeichnungen, Anmerkungen) | Höchstplatzierung, Gesamtwochen/‑monate, AuszeichnungChartplatzierungen (Jahr, Titel, Musiklabel, Platzierungen, Wochen/Monate, Auszeichnungen, Anmerkungen) | Höchstplatzierung, Gesamtwochen/‑monate, AuszeichnungChartplatzierungen (Jahr, Titel, Musiklabel, Platzierungen, Wochen/Monate, Auszeichnungen, Anmerkungen) | Höchstplatzierung, Gesamtwochen/‑monate, AuszeichnungChartplatzierungen (Jahr, Titel, Musiklabel, Platzierungen, Wochen/Monate, Auszeichnungen, Anmerkungen) | Höchstplatzierung, Gesamtwochen/‑monate, AuszeichnungChartplatzierungen (Jahr, Titel, Musiklabel, Platzierungen, Wochen/Monate, Auszeichnungen, Anmerkungen) | Anmerkungen                                                                      |
| Jahr                     | Titel Musiklabel                              | DE | AT | CH | UK | US | R&B | Anmerkungen                                                                      |
| ------------------------ | --------------------------------------------- | --- | --- | --- | --- | --- | --- | -------------------------------------------------------------------------------- |
| als Little Stevie Wonder |                                               | | | | | | |                                                                                  |
|                          |                                               | | | | | | |                                                                                  |
| 1962                     | The Jazz Soul of Little Stevie Tamla (Motown) | — | — | — | — | — | — | Erstveröffentlichung: September 1962                                             |
| 1962                     | Tribute to Uncle Ray Tamla (Motown)           | — | — | — | — | — | — | Erstveröffentlichung: Oktober 1962                                               |
| als Stevie Wonder        |                                               | | | | | | |                                                                                  |
|                          |                                               | | | | | | |                                                                                  |
| 1963                     | With a Song in My Heart Tamla (Motown)        | — | — | — | — | — | — | Erstveröffentlichung: 28. Dezember 1963                                          |
| 1964                     | Stevie at the Beach Tamla (Motown)            | — | — | — | — | — | — | Erstveröffentlichung: 23. Juni 1964                                              |
| 1966                     | Up-Tight Tamla (Motown)                       | — | — | — | — | US33 (25 Wo.)US | R&B2 (24 Wo.)R&B | Erstveröffentlichung: 4. Mai 1966                                                |
| 1966                     | Down to Earth Tamla (Motown)                  | — | — | — | — | US92 (7 Wo.)US | R&B8 (12 Wo.)R&B | Erstveröffentlichung: 16. November 1966                                          |
| 1967                     | I Was Made to Love Her Tamla (Motown)         | — | — | — | — | US45 (13 Wo.)US | R&B7 (13 Wo.)R&B | Erstveröffentlichung: 27. August 1967                                            |
| 1968                     | Eivets Rednow Gordy (Motown)                  | — | — | — | — | — | R&B37 (2 Wo.)R&B | Erstveröffentlichung: 20. November 1968                                          |
| 1968                     | For Once in My Life Tamla (Motown)            | — | — | — | — | US50 (18 Wo.)US | R&B4 (19 Wo.)R&B | Erstveröffentlichung: 8. Dezember 1968                                           |
| 1969                     | My Cherie Amour Tamla (Motown)                | — | — | — | UK17 (2 Wo.)UK | US34 (20 Wo.)US | R&B3 (26 Wo.)R&B | Erstveröffentlichung: 29. August 1969                                            |
| 1970                     | Signed, Sealed & Delivered Tamla (Motown)     | — | — | — | — | US25 (16 Wo.)US | R&B7 (23 Wo.)R&B | Erstveröffentlichung: 7. August 1970 Verkäufe: + 7.500                           |
| 1971                     | Where I’m Coming From Tamla (Motown)          | — | — | — | — | US62 (27 Wo.)US | R&B7 (28 Wo.)R&B | Erstveröffentlichung: 12. April 1971                                             |
| 1972                     | Music of My Mind Tamla (Motown)               | — | — | — | — | US21 (35 Wo.)US | R&B6 (31 Wo.)R&B | Erstveröffentlichung: 3. März 1972                                               |
| 1972                     | Talking Book Tamla (Motown)                   | — | — | — | UK16 Gold · (48 Wo.)UK | US3 (109 Wo.)US | R&B1 (40 Wo.)R&B | Erstveröffentlichung: 27. Oktober 1972 Verkäufe: + 150.000                       |
| 1973                     | Innervisions Tamla (Motown)                   | — | — | — | UK8 Gold · (55 Wo.)UK | US4 (89 Wo.)US | R&B1 (51 Wo.)R&B | Erstveröffentlichung: 3. August 1973 Verkäufe: + 1.050.000; Grammy Award         |
| 1974                     | Fulfillingness’ First Finale Tamla (Motown)   | DE32 (1 Mt.)DE | — | — | UK5 Gold · (16 Wo.)UK | US1 (65 Wo.)US | R&B1 (39 Wo.)R&B | Erstveröffentlichung: 22. Juli 1974 Verkäufe: + 200.000; 2× Grammy Award         |
| 1976                     | Songs in the Key of Life Tamla (Motown)       | DE23 (11 Mt.)DE | AT15 (1 Mt.)AT | — | UK2 Platin · (62 Wo.)UK | US1 Diamant · (80 Wo.)US | R&B1 (48 Wo.)R&B | Erstveröffentlichung: 27. September 1976 Verkäufe: + 10.950.000; 2× Grammy Award |
| 1980                     | Hotter than July Tamla (Motown)               | DE12 (32 Wo.)DE | AT2 (11 Mt.)AT | — | UK2 Platin · (55 Wo.)UK | US3 Platin · (40 Wo.)US | R&B1 (48 Wo.)R&B | Erstveröffentlichung: 29. September 1980 Verkäufe: + 1.670.000                   |
| 1985                     | In Square Circle Tamla (Motown)               | DE8 (21 Wo.)DE | AT12 (1½ Mt.)AT | CH4 (14 Wo.)CH | UK6 Gold · (15 Wo.)UK | US5 ×2Doppelplatin · (50 Wo.)US | R&B1 (52 Wo.)R&B | Erstveröffentlichung: 13. September 1985 Verkäufe: + 2.520.000; Grammy Award     |
| 1987                     | Characters Motown (Motown)                    | DE55 (3 Wo.)DE | AT21 (½ Mt.)AT | CH23 (2 Wo.)CH | UK33 Gold · (4 Wo.)UK | US17 Platin · (31 Wo.)US | R&B1 (48 Wo.)R&B | Erstveröffentlichung: 6. November 1987 Verkäufe: + 1.200.000                     |
| 1995                     | Conversation Peace Motown (Polygram)          | DE34 (9 Wo.)DE | AT17 (10 Wo.)AT | CH28 (4 Wo.)CH | UK8 (4 Wo.)UK | US16 Gold · (15 Wo.)US | R&B2 (20 Wo.)R&B | Erstveröffentlichung: 21. März 1995 Verkäufe: + 607.500                          |
| 2005                     | A Time to Love Motown (UMG)                   | DE43 (3 Wo.)DE | — | CH24 (5 Wo.)CH | UK24 Silber · (3 Wo.)UK | US5 Gold · (19 Wo.)US | R&B2 (23 Wo.)R&B | Erstveröffentlichung: 18. Oktober 2005 Verkäufe: + 660.000                       |

grau schraffiert: keine Chartdaten aus diesem Jahr verfügbar

### Livealben
| Jahr | Titel Musiklabel                                     | Höchstplatzierung, Gesamtwochen, AuszeichnungChartplatzierungen (Jahr, Titel, Musiklabel, Platzierungen, Wochen, Auszeichnungen, Anmerkungen) | Höchstplatzierung, Gesamtwochen, AuszeichnungChartplatzierungen (Jahr, Titel, Musiklabel, Platzierungen, Wochen, Auszeichnungen, Anmerkungen) | Höchstplatzierung, Gesamtwochen, AuszeichnungChartplatzierungen (Jahr, Titel, Musiklabel, Platzierungen, Wochen, Auszeichnungen, Anmerkungen) | Höchstplatzierung, Gesamtwochen, AuszeichnungChartplatzierungen (Jahr, Titel, Musiklabel, Platzierungen, Wochen, Auszeichnungen, Anmerkungen) | Höchstplatzierung, Gesamtwochen, AuszeichnungChartplatzierungen (Jahr, Titel, Musiklabel, Platzierungen, Wochen, Auszeichnungen, Anmerkungen) | Höchstplatzierung, Gesamtwochen, AuszeichnungChartplatzierungen (Jahr, Titel, Musiklabel, Platzierungen, Wochen, Auszeichnungen, Anmerkungen) | Anmerkungen                             |
| Jahr | Titel Musiklabel                                     | DE | AT | CH | UK | US | R&B | Anmerkungen                             |
| ---- | ---------------------------------------------------- | --- | --- | --- | --- | --- | --- | --------------------------------------- |
| 1963 | Recorded Live: The 12 Year Old Genius Tamla (Motown) | — | — | — | — | US1 (20 Wo.)US | — | Erstveröffentlichung: 21. Mai 1963      |
| 1970 | Stevie Wonder live Tamla (Motown)                    | — | — | — | — | US81 (15 Wo.)US | R&B16 (14 Wo.)R&B | Erstveröffentlichung: 6. März 1970      |
| 1970 | Live at the Talk of the Town Tamla (Motown)          | — | — | — | — | — | — | Erstveröffentlichung: Oktober 1970      |
| 1995 | Natural Wonder Motown (Polygram)                     | — | — | — | — | — | R&B88 (2 Wo.)R&B | Erstveröffentlichung: 21. November 1995 |

grau schraffiert: keine Chartdaten aus diesem Jahr verfügbar

### Kompilationen
| Jahr | Titel Musiklabel                                                                                                | Höchstplatzierung, Gesamtwochen/‑monate, AuszeichnungChartplatzierungen (Jahr, Titel, Musiklabel, Platzierungen, Wochen/Monate, Auszeichnungen, Anmerkungen) | Höchstplatzierung, Gesamtwochen/‑monate, AuszeichnungChartplatzierungen (Jahr, Titel, Musiklabel, Platzierungen, Wochen/Monate, Auszeichnungen, Anmerkungen) | Höchstplatzierung, Gesamtwochen/‑monate, AuszeichnungChartplatzierungen (Jahr, Titel, Musiklabel, Platzierungen, Wochen/Monate, Auszeichnungen, Anmerkungen) | Höchstplatzierung, Gesamtwochen/‑monate, AuszeichnungChartplatzierungen (Jahr, Titel, Musiklabel, Platzierungen, Wochen/Monate, Auszeichnungen, Anmerkungen) | Höchstplatzierung, Gesamtwochen/‑monate, AuszeichnungChartplatzierungen (Jahr, Titel, Musiklabel, Platzierungen, Wochen/Monate, Auszeichnungen, Anmerkungen) | Höchstplatzierung, Gesamtwochen/‑monate, AuszeichnungChartplatzierungen (Jahr, Titel, Musiklabel, Platzierungen, Wochen/Monate, Auszeichnungen, Anmerkungen) | Anmerkungen                                                                            |
| Jahr | Titel Musiklabel                                                                                                | DE | AT | CH | UK | US | R&B | Anmerkungen                                                                            |
| ---- | --- | --- | --- | --- | --- | --- | --- | -------------------------------------------------------------------------------------- |
| 1968 | Greatest Hits Tamla (Motown)                                                                                    | — | — | — | UK25 (10 Wo.)UK | US37 (29 Wo.)US | R&B6 (37 Wo.)R&B | Erstveröffentlichung: 25. März 1968                                                    |
| 1971 | Stevie Wonder's Greatest Hits Vol.2 Tamla (Motown)                                                              | — | — | — | UK30 (4 Wo.)UK | US69 (12 Wo.)US | R&B10 (12 Wo.)R&B | Erstveröffentlichung: 21. Oktober 1971                                                 |
| 1971 | Portrait Tamla (Motown)                                                                                         | — | — | — | — | — | — | Erstveröffentlichung: 1971                                                             |
| 1974 | Anthology Motown (Motown)                                                                                       | — | — | — | UK— SilberUK | — | — | Erstveröffentlichung: 1974 Verkäufe: + 60.000                                          |
| 1977 | Looking Back Motown (Motown)                                                                                    | — | — | — | — | US34 (13 Wo.)US | R&B15 (9 Wo.)R&B | Erstveröffentlichung: 30. November 1977 Verkäufe: + 50.000                             |
| 1979 | Light My Fire Tamla (Motown)                                                                                    | — | — | — | — | — | — | Erstveröffentlichung: 1979                                                             |
| 1982 | Stevie Wonder’s Original Musiquarium I Tamla (Motown)                                                           | DE33 (10 Wo.)DE | AT15 (1 Mt.)AT | — | UK8 Gold · (17 Wo.)UK | US4 Gold · (28 Wo.)US | R&B1 (38 Wo.)R&B | Erstveröffentlichung: 4. Mai 1982 Verkäufe: + 630.000                                  |
| 1982 | Motown Legends Tamla (Motown)                                                                                   | — | — | — | — | — | — | Erstveröffentlichung: 1982                                                             |
| 1984 | Love Songs: 20 Classic Hits Tamla (Motown)                                                                      | — | — | — | UK20 Gold · (10 Wo.)UK | — | — | Erstveröffentlichung: 12. November 1984 Verkäufe: + 107.500                            |
| 1986 | Their Very Best – Back to Back PrioriTyV Records (RCA)                                                          | — | — | — | UK21 (10 Wo.)UK | — | — | Erstveröffentlichung: 3. November 1986 mit Diana Ross, Michael Jackson & Gladys Knight |
| 1987 | Essential Tamla (Motown)                                                                                        | — | — | — | — | — | — | Erstveröffentlichung: 1987                                                             |
| 1996 | Song Review: A Greatest Hits Collection Motown (Polygram)                                                       | DE53 (9 Wo.)DE | AT32 (13 Wo.)AT | CH15 Platin · (6 Wo.)CH | UK19 Platin · (13 Wo.)UK | US— PlatinUS | R&B100 (1 Wo.)R&B | Erstveröffentlichung: 10. Dezember 1996 Verkäufe: + 2.470.000                          |
| 1998 | At the Movies Motown (Polygram)                                                                                 | — | — | — | — | — | — | Erstveröffentlichung: 25. März 1998                                                    |
| 1999 | The Ballad Collection Motown (UMG)                                                                              | — | — | — | — | — | — | Erstveröffentlichung: 29. September 1999 Verkäufe: + 200.000                           |
| 2002 | The Definitive Collection Motown (UMG)                                                                          | — | — | CH31 (1 Wo.)CH | UK11 ×5Fünffachplatin · (291 Wo.)UK | US35 ×4Vierfachplatin · (108 Wo.)US | R&B28 (41 Wo.)R&B | Erstveröffentlichung: 21. Oktober 2002 Verkäufe: + 5.730.000                           |
| 2004 | 20th Century Masters – The Millennium Collection: The Best of Stevie Wonder auch bekannt als: Icon Motown (UMG) | — | — | — | UK— SilberUK | US74 (… Wo.)US | R&B90 (2 Wo.)R&B | Erstveröffentlichung: Dezember 2004 Verkäufe: + 60.000                                 |
| 2007 | #1s Motown (UMG)                                                                                                | — | — | — | UK23 Gold · (6 Wo.)UK | US171 (2 Wo.)US | R&B40 (25 Wo.)R&B | Erstveröffentlichung: 21. August 2007 Verkäufe: + 115.000                              |

grau schraffiert: keine Chartdaten aus diesem Jahr verfügbar

### Soundtracks
| Jahr | Titel Musiklabel                                                           | Höchstplatzierung, Gesamtwochen/‑monate, AuszeichnungChartplatzierungen (Jahr, Titel, Musiklabel, Platzierungen, Wochen/Monate, Auszeichnungen, Anmerkungen) | Höchstplatzierung, Gesamtwochen/‑monate, AuszeichnungChartplatzierungen (Jahr, Titel, Musiklabel, Platzierungen, Wochen/Monate, Auszeichnungen, Anmerkungen) | Höchstplatzierung, Gesamtwochen/‑monate, AuszeichnungChartplatzierungen (Jahr, Titel, Musiklabel, Platzierungen, Wochen/Monate, Auszeichnungen, Anmerkungen) | Höchstplatzierung, Gesamtwochen/‑monate, AuszeichnungChartplatzierungen (Jahr, Titel, Musiklabel, Platzierungen, Wochen/Monate, Auszeichnungen, Anmerkungen) | Höchstplatzierung, Gesamtwochen/‑monate, AuszeichnungChartplatzierungen (Jahr, Titel, Musiklabel, Platzierungen, Wochen/Monate, Auszeichnungen, Anmerkungen) | Höchstplatzierung, Gesamtwochen/‑monate, AuszeichnungChartplatzierungen (Jahr, Titel, Musiklabel, Platzierungen, Wochen/Monate, Auszeichnungen, Anmerkungen) | Anmerkungen                                                                     |
| Jahr | Titel Musiklabel                                                           | DE | AT | CH | UK | US | R&B | Anmerkungen                                                                     |
| ---- | -------------------------------------------------------------------------- | --- | --- | --- | --- | --- | --- | ------------------------------------------------------------------------------- |
| 1979 | Stevie Wonder’s Journey Through „The Secret Life of Plants“ Tamla (Motown) | DE33 (15 Wo.)DE | — | — | UK8 Gold · (15 Wo.)UK | US4 Gold · (22 Wo.)US | R&B4 (19 Wo.)R&B | Erstveröffentlichung: 30. Oktober 1979 Verkäufe: + 800.000                      |
| 1984 | The Woman in Red Motown (Motown)                                           | DE3 Gold · (28 Wo.)DE | AT2 (5½ Mt.)AT | CH2 (22 Wo.)CH | UK2 Platin · (19 Wo.)UK | US4 Platin · (40 Wo.)US | R&B1 (38 Wo.)R&B | Erstveröffentlichung: 28. August 1984 Verkäufe: + 2.003.626; mit Dionne Warwick |
| 1991 | Jungle Fever Motown (Motown)                                               | — | — | — | UK56 (1 Wo.)UK | US24 Gold · (21 Wo.)US | R&B1 (41 Wo.)R&B | Erstveröffentlichung: 22. Mai 1991 Verkäufe: + 500.000                          |

grau schraffiert: keine Chartdaten aus diesem Jahr verfügbar

### EPs
- 1964: I Call It Pretty Music, But…the Old People Call It the Blues

### Weihnachtsalben
| Jahr | Titel Musiklabel                    | Höchstplatzierung, Gesamtwochen, AuszeichnungChartplatzierungen (Jahr, Titel, Musiklabel, Platzierungen, Wochen, Auszeichnungen, Anmerkungen) | Höchstplatzierung, Gesamtwochen, AuszeichnungChartplatzierungen (Jahr, Titel, Musiklabel, Platzierungen, Wochen, Auszeichnungen, Anmerkungen) | Höchstplatzierung, Gesamtwochen, AuszeichnungChartplatzierungen (Jahr, Titel, Musiklabel, Platzierungen, Wochen, Auszeichnungen, Anmerkungen) | Höchstplatzierung, Gesamtwochen, AuszeichnungChartplatzierungen (Jahr, Titel, Musiklabel, Platzierungen, Wochen, Auszeichnungen, Anmerkungen) | Höchstplatzierung, Gesamtwochen, AuszeichnungChartplatzierungen (Jahr, Titel, Musiklabel, Platzierungen, Wochen, Auszeichnungen, Anmerkungen) | Höchstplatzierung, Gesamtwochen, AuszeichnungChartplatzierungen (Jahr, Titel, Musiklabel, Platzierungen, Wochen, Auszeichnungen, Anmerkungen) | Anmerkungen                             |
| Jahr | Titel Musiklabel                    | DE | AT | CH | UK | US | R&B | Anmerkungen                             |
| ---- | ----------------------------------- | --- | --- | --- | --- | --- | --- | --------------------------------------- |
| 1967 | Someday at Christmas Tamla (Motown) | DE70 (1 Wo.)DE | — | — | — | — | — | Erstveröffentlichung: 27. November 1967 |

grau schraffiert: keine Chartdaten aus diesem Jahr verfügbar

## Singles

### Als Leadmusiker
| Jahr | Titel Album                                                                    | Höchstplatzierung, Gesamtwochen/‑monate, AuszeichnungChartplatzierungen (Jahr, Titel, Album, Platzierungen, Wochen/Monate, Auszeichnungen, Anmerkungen) | Höchstplatzierung, Gesamtwochen/‑monate, AuszeichnungChartplatzierungen (Jahr, Titel, Album, Platzierungen, Wochen/Monate, Auszeichnungen, Anmerkungen) | Höchstplatzierung, Gesamtwochen/‑monate, AuszeichnungChartplatzierungen (Jahr, Titel, Album, Platzierungen, Wochen/Monate, Auszeichnungen, Anmerkungen) | Höchstplatzierung, Gesamtwochen/‑monate, AuszeichnungChartplatzierungen (Jahr, Titel, Album, Platzierungen, Wochen/Monate, Auszeichnungen, Anmerkungen) | Höchstplatzierung, Gesamtwochen/‑monate, AuszeichnungChartplatzierungen (Jahr, Titel, Album, Platzierungen, Wochen/Monate, Auszeichnungen, Anmerkungen) | Höchstplatzierung, Gesamtwochen/‑monate, AuszeichnungChartplatzierungen (Jahr, Titel, Album, Platzierungen, Wochen/Monate, Auszeichnungen, Anmerkungen) | Anmerkungen                                                                               |
| Jahr | Titel Album                                                                    | DE | AT | CH | UK | US | R&B | Anmerkungen                                                                               |
| ---- | ------------------------------------------------------------------------------ | --- | --- | --- | --- | --- | --- | ----------------------------------------------------------------------------------------- |
| 1962 | I Call It Pretty Music, But…the Old People Call It the Blues                   | — | — | — | — | — | — | Erstveröffentlichung: Mai 1962                                                            |
| 1962 | La La La La La –                                                               | — | — | — | — | — | — | Erstveröffentlichung: Oktober 1962                                                        |
| 1962 | Contract on Love –                                                             | — | — | — | — | — | — | Erstveröffentlichung: Dezember 1962                                                       |
| 1963 | Fingertips Pt. 2 The Jazz Soul of Little Stevie                                | — | — | — | — | US1 (15 Wo.)US | R&B1 (15 Wo.)R&B | Erstveröffentlichung: 21. Mai 1963                                                        |
| 1963 | Workout Stevie, Workout –                                                      | — | — | — | — | US33 (6 Wo.)US | — | Erstveröffentlichung: 21. September 1963                                                  |
| 1964 | Castles in the Sand Stevie at the Beach                                        | — | — | — | — | US52 (9 Wo.)US | R&B6 (10 Wo.)R&B | Erstveröffentlichung: 15. Februar 1964                                                    |
| 1964 | Hey Harmonica Man Stevie at the Beach                                          | — | — | — | — | US29 (8 Wo.)US | R&B5 (13 Wo.)R&B | Erstveröffentlichung: 21. Mai 1964                                                        |
| 1964 | Happy Street Stevie at the Beach                                               | — | — | — | — | — | — | Erstveröffentlichung: September 1964                                                      |
| 1964 | Pretty Little Angel Up-Tight                                                   | — | — | — | — | — | — | Erstveröffentlichung: November 1964                                                       |
| 1965 | Kiss Me Baby –                                                                 | — | — | — | — | — | — | Erstveröffentlichung: März 1965                                                           |
| 1965 | Hi-Heel Sneakers –                                                             | — | — | — | — | US59 (7 Wo.)US | R&B30 (4 Wo.)R&B | Erstveröffentlichung: Juli 1965                                                           |
| 1965 | Uptight (Everything’s Alright) Up-Tight                                        | — | — | — | UK14 Gold · (10 Wo.)UK | US3 (14 Wo.)US | R&B1 (15 Wo.)R&B | Erstveröffentlichung: 22. November 1965 Verkäufe: + 415.000                               |
| 1966 | Nothing’s Too Good for My Baby Up-Tight                                        | — | — | — | — | US20 (7 Wo.)US | R&B4 (11 Wo.)R&B | Erstveröffentlichung: 22. April 1966                                                      |
| 1966 | With a Child’s Heart Up-Tight                                                  | — | — | — | — | — | R&B8 (8 Wo.)R&B | B-Seite von Nothing’s Too Good for My Baby                                                |
| 1966 | Blowin’ in the Wind Up-Tight                                                   | — | — | — | UK36 (5 Wo.)UK | US9 (10 Wo.)US | R&B1 (12 Wo.)R&B | Erstveröffentlichung: 28. Juni 1966 Original: Bob Dylan                                   |
| 1966 | A Place in the Sun Down to Earth                                               | — | — | — | UK20 (5 Wo.)UK | US9 (11 Wo.)US | R&B3 (13 Wo.)R&B | Erstveröffentlichung: 29. Oktober 1966                                                    |
| 1966 | Someday at Christmas                                                           | — | — | — | — | — | — | Erstveröffentlichung: November 1966                                                       |
| 1967 | Travelin’ Man –                                                                | — | — | — | — | US32 (7 Wo.)US | R&B31 (6 Wo.)R&B | Erstveröffentlichung: Februar 1967                                                        |
| 1967 | Hey Love –                                                                     | — | — | — | — | US90 (6 Wo.)US | R&B9 (9 Wo.)R&B | B-Seite von Travelin’ Man                                                                 |
| 1967 | I Was Made to Love Her                                                         | — | — | — | UK5 (15 Wo.)UK | US2 (15 Wo.)US | R&B1 (15 Wo.)R&B | Erstveröffentlichung: 18. Mai 1967                                                        |
| 1967 | I’m Wondering Greatest Hits                                                    | — | — | — | UK22 (8 Wo.)UK | US12 (8 Wo.)US | R&B4 (11 Wo.)R&B | Erstveröffentlichung: 23. September 1967                                                  |
| 1968 | Shoo-Be-Doo-Be-Doo-Da-Day For Once in My Life                                  | — | — | — | UK46 (4 Wo.)UK | US9 (13 Wo.)US | R&B1 (12 Wo.)R&B | Erstveröffentlichung: 30. April 1968                                                      |
| 1968 | You Met Your Match For Once in My Life                                         | — | — | — | — | US35 (7 Wo.)US | R&B2 (10 Wo.)R&B | Erstveröffentlichung: Juni 1968                                                           |
| 1968 | Alfie Eivets Rednow                                                            | — | — | — | — | US66 (6 Wo.)US | — | Erstveröffentlichung: August 1968                                                         |
| 1968 | For Once in My Life                                                            | — | — | — | UK3 Platin · (13 Wo.)UK | US2 (14 Wo.)US | R&B2 (13 Wo.)R&B | Erstveröffentlichung: 15. Oktober 1968 Verkäufe: + 755.000                                |
| 1968 | My Cherie Amour                                                                | — | — | — | UK4 Silber · (15 Wo.)UK | US4 (14 Wo.)US | R&B4 (13 Wo.)R&B | Erstveröffentlichung: 1968 Verkäufe: + 215.000                                            |
| 1969 | I Don’t Know Why (I Love You) For Once in My Life                              | — | — | — | UK14 (11 Wo.)UK | US39 (7 Wo.)US | R&B16 (9 Wo.)R&B | Erstveröffentlichung: Januar 1969                                                         |
| 1969 | Yester-Me, Yester-You, Yesterday My Cherie Amour                               | DE15 (2½ Mt.)DE | — | CH10 (1 Wo.)CH | UK2 (13 Wo.)UK | US7 (14 Wo.)US | R&B5 (11 Wo.)R&B | Erstveröffentlichung: 30. September 1969                                                  |
| 1970 | Never Had a Dream Come True Signed, Sealed & Delivered                         | — | — | — | UK6 (12 Wo.)UK | US26 (7 Wo.)US | R&B11 (9 Wo.)R&B | Erstveröffentlichung: Januar 1970                                                         |
| 1970 | Signed, Sealed, Delivered I’m Yours Signed, Sealed & Delivered                 | — | — | — | UK15 ×2Doppelplatin · (10 Wo.)UK | US3 (14 Wo.)US | R&B1 (15 Wo.)R&B | Erstveröffentlichung: 3. Juni 1970 Verkäufe: + 1.390.000                                  |
| 1970 | Heaven Help Us All Signed, Sealed & Delivered                                  | — | — | — | UK29 (11 Wo.)UK | US9 (11 Wo.)US | R&B2 (12 Wo.)R&B | Erstveröffentlichung: 1. September 1970                                                   |
| 1971 | We Can Work It Out Signed, Sealed & Delivered                                  | — | — | — | UK27 (7 Wo.)UK | US13 (11 Wo.)US | R&B3 (12 Wo.)R&B | Erstveröffentlichung: 27. Februar 1971                                                    |
| 1971 | Never Dreamed You’d Leave in Summer Where I’m Coming From                      | — | — | — | — | US78 (4 Wo.)US | — | Erstveröffentlichung: 5. Juni 1971                                                        |
| 1971 | If You Really Love Me Where I’m Coming From                                    | — | — | — | UK20 (7 Wo.)UK | US8 (14 Wo.)US | R&B4 (12 Wo.)R&B | Erstveröffentlichung: 22. Juli 1971                                                       |
| 1971 | What Christmas Means to Me Someday at Christmas                                | — | — | CH72 (4 Wo.)CH | UK57 Gold · (8 Wo.)UK | — | — | Erstveröffentlichung: November 1971 Charteinstieg: 2021                                   |
| 1972 | Superwoman (Where Were You When I Needed You) Music of My Mind                 | — | — | — | — | US33 (11 Wo.)US | R&B13 (9 Wo.)R&B | Erstveröffentlichung: 6. Mai 1972                                                         |
| 1972 | Keep On Running Music of My Mind                                               | — | — | — | — | US90 (3 Wo.)US | R&B36 (5 Wo.)R&B | Erstveröffentlichung: 2. September 1972                                                   |
| 1972 | Superstition Talking Book                                                      | DE21 (10 Wo.)DE | — | — | UK11 ×3Dreifachplatin · (18 Wo.)UK | US1 (16 Wo.)US | R&B1 (17 Wo.)R&B | Erstveröffentlichung: 24. Oktober 1972 Verkäufe: + 2.075.000; 2x Grammy                   |
| 1973 | You Are the Sunshine of My Life Talking Book                                   | DE42 (2 Wo.)DE | — | — | UK7 Silber · (11 Wo.)UK | US1 (17 Wo.)US | R&B3 (11 Wo.)R&B | Erstveröffentlichung: 28. Februar 1973 Verkäufe: + 245.000; Grammy                        |
| 1973 | Higher Ground Innervisions                                                     | — | — | — | UK29 Silber · (5 Wo.)UK | US4 (14 Wo.)US | R&B1 (15 Wo.)R&B | Erstveröffentlichung: Juli 1973 Verkäufe: + 215.000                                       |
| 1973 | Living for the City Innervisions                                               | DE20 (3 Wo.)DE | — | — | UK15 (9 Wo.)UK | US8 (17 Wo.)US | R&B1 (16 Wo.)R&B | Erstveröffentlichung: 27. Oktober 1973 Grammy                                             |
| 1974 | He’s Misstra Know It All Innervisions                                          | — | — | — | UK10 (9 Wo.)UK | — | — | Erstveröffentlichung: 31. März 1974                                                       |
| 1974 | Don’t You Worry ’bout a Thing Innervisions                                     | — | — | — | — | US16 (15 Wo.)US | R&B2 (16 Wo.)R&B | Erstveröffentlichung: April 1974                                                          |
| 1974 | You Haven’t Done Nothin’ Fulfillingness’ First Finale                          | DE49 (1 Wo.)DE | — | — | UK30 (5 Wo.)UK | US1 (19 Wo.)US | R&B1 (16 Wo.)R&B | Erstveröffentlichung: 20. Juli 1974 mit Jackson 5                                         |
| 1974 | Boogie On Reggae Woman Fulfillingness’ First Finale                            | — | — | — | UK12 (8 Wo.)UK | US3 (17 Wo.)US | R&B1 (17 Wo.)R&B | Erstveröffentlichung: 2. November 1974 Grammy                                             |
| 1976 | I Wish Songs in the Key of Life                                                | DE30 (7 Wo.)DE | — | — | UK5 Silber + Silber (Digital) · (10 Wo.)UK | US1 (17 Wo.)US | R&B1 (18 Wo.)R&B | Erstveröffentlichung: 20. November 1976 Verkäufe: + 465.000; Grammy                       |
| 1977 | Sir Duke Songs in the Key of Life                                              | DE10 (18 Wo.)DE | AT10 (3 Mt.)AT | CH4 (13 Wo.)CH | UK2 Platin · (9 Wo.)UK | US1 (17 Wo.)US | R&B1 (14 Wo.)R&B | Erstveröffentlichung: 22. März 1977 Verkäufe: + 750.000                                   |
| 1977 | Another Star Songs in the Key of Life                                          | — | — | — | UK29 (5 Wo.)UK | US32 (10 Wo.)US | R&B18 (11 Wo.)R&B | Erstveröffentlichung: 13. August 1977                                                     |
| 1977 | As Songs in the Key of Life                                                    | — | — | — | — | US36 (14 Wo.)US | R&B36 (11 Wo.)R&B | Erstveröffentlichung: 22. Oktober 1977                                                    |
| 1978 | Pops, We Love You (A Tribute to Father) –                                      | — | — | — | UK66 (5 Wo.)UK | US59 (8 Wo.)US | R&B26 (11 Wo.)R&B | Erstveröffentlichung: 12. Februar 1978 feat. Marvin Gaye, Diana Ross & Smokey Robinson    |
| 1979 | Send One Your Love Stevie Wonder’s Journey Through „The Secret Life of Plants“ | — | — | — | UK52 (3 Wo.)UK | US4 (18 Wo.)US | R&B5 (15 Wo.)R&B | Erstveröffentlichung: 20. Oktober 1979                                                    |
| 1980 | Black Orchid Stevie Wonder’s Journey Through „The Secret Life of Plants“       | — | — | — | UK63 (3 Wo.)UK | — | — | Erstveröffentlichung: 14. Januar 1980                                                     |
| 1980 | Outside My Window Stevie Wonder’s Journey Through „The Secret Life of Plants“  | — | — | — | UK52 (4 Wo.)UK | US52 (7 Wo.)US | R&B56 (7 Wo.)R&B | Erstveröffentlichung: 15. Februar 1980                                                    |
| 1980 | Master Blaster (Jammin’) Hotter than July                                      | DE9 (25 Wo.)DE | AT1 (3½ Mt.)AT | CH1 (13 Wo.)CH | UK2 Gold · (10 Wo.)UK | US5 (23 Wo.)US | R&B1 (24 Wo.)R&B | Erstveröffentlichung: 29. August 1980 Verkäufe: + 505.000                                 |
| 1980 | I Ain’t Gonna Stand for It Hotter than July                                    | DE50 (8 Wo.)DE | — | — | UK10 (10 Wo.)UK | US11 (19 Wo.)US | R&B4 (18 Wo.)R&B | Erstveröffentlichung: 29. November 1980                                                   |
| 1981 | Lately Hotter than July                                                        | DE64 (1 Wo.)DE | — | — | UK3 Silber · (13 Wo.)UK | US64 (7 Wo.)US | R&B29 (11 Wo.)R&B | Erstveröffentlichung: 23. Februar 1981 Verkäufe: + 250.000                                |
| 1981 | Happy Birthday Hotter than July                                                | DE18 Gold · (18 Wo.)DE | — | CH8 (6 Wo.)CH | UK2 Platin · (11 Wo.)UK | — | R&B70 (1 Wo.)R&B | Erstveröffentlichung: 26. Juni 1981 Verkäufe: + 865.000                                   |
| 1981 | Did I Hear You Say You Love Me Hotter than July                                | — | — | — | — | — | R&B74 (5 Wo.)R&B | Erstveröffentlichung: Juli 1981                                                           |
| 1981 | That Girl Stevie Wonder’s Original Musiquarium I                               | — | — | — | UK39 (6 Wo.)UK | US4 (18 Wo.)US | R&B1 (21 Wo.)R&B | Erstveröffentlichung: 30. Dezember 1981                                                   |
| 1982 | Do I Do Stevie Wonder’s Original Musiquarium I                                 | — | — | — | UK10 (7 Wo.)UK | US13 (14 Wo.)US | R&B2 (18 Wo.)R&B | Erstveröffentlichung: 19. Februar 1982                                                    |
| 1982 | Ribbon in the Sky Stevie Wonder’s Original Musiquarium I                       | — | — | — | UK45 (4 Wo.)UK | US54 (7 Wo.)US | R&B10 (12 Wo.)R&B | Erstveröffentlichung: 13. Juni 1982                                                       |
| 1982 | Used to Be –                                                                   | — | — | CH13 (3 Wo.)CH | — | US46 (11 Wo.)US | R&B35 (10 Wo.)R&B | Erstveröffentlichung: 28. November 1982 feat. Charlene                                    |
| 1982 | Frontline Stevie Wonder’s Original Musiquarium I                               | — | — | — | UK94 (2 Wo.)UK | — | — | Erstveröffentlichung: Dezember 1982                                                       |
| 1984 | I Just Called to Say I Love You The Woman in Red O.S.T.                        | DE1 Gold · (23 Wo.)DE | AT1 (4 Mt.)AT | CH1 (20 Wo.)CH | UK1 Platin · (39 Wo.)UK | US1 Gold · (26 Wo.)US | R&B1 (20 Wo.)R&B | Erstveröffentlichung: 1. August 1984 Verkäufe: + 4.552.528; Oscar, Film: Die Frau in Rot  |
| 1984 | Love Light in Flight The Woman in Red O.S.T.                                   | DE54 (6 Wo.)DE | — | — | UK44 (5 Wo.)UK | US17 (16 Wo.)US | R&B4 (16 Wo.)R&B | Erstveröffentlichung: 19. November 1984                                                   |
| 1984 | Don’t Drive Drunk The Woman in Red O.S.T.                                      | — | — | — | UK62 (5 Wo.)UK | — | — | Erstveröffentlichung: 17. Dezember 1984                                                   |
| 1985 | Part-Time Lover In Square Circle                                               | DE12 (17 Wo.)DE | AT11 (3½ Mt.)AT | CH5 (11 Wo.)CH | UK3 Silber · (13 Wo.)UK | US1 (21 Wo.)US | R&B1 (20 Wo.)R&B | Erstveröffentlichung: 26. August 1985 Verkäufe: + 795.000; Begleitsänger: Luther Vandross |
| 1985 | Go Home In Square Circle                                                       | — | — | — | UK67 (6 Wo.)UK | US10 (17 Wo.)US | R&B2 (17 Wo.)R&B | Erstveröffentlichung: 11. Oktober 1985                                                    |
| 1986 | Overjoyed In Square Circle                                                     | — | — | — | UK17 (8 Wo.)UK | US24 (13 Wo.)US | R&B8 (15 Wo.)R&B | Erstveröffentlichung: 24. Februar 1986                                                    |
| 1986 | Land of La La In Square Circle                                                 | — | — | — | — | US86 (3 Wo.)US | R&B19 (13 Wo.)R&B | Erstveröffentlichung: 7. Juni 1986                                                        |
| 1987 | Stranger on the Shore of Love In Square Circle                                 | — | — | — | UK55 (3 Wo.)UK | — | — | Erstveröffentlichung: 5. Januar 1987                                                      |
| 1987 | Skeletons Characters                                                           | — | — | — | UK59 (3 Wo.)UK | US19 (16 Wo.)US | R&B1 (16 Wo.)R&B | Erstveröffentlichung: 29. September 1987                                                  |
| 1987 | You Will Know Characters                                                       | — | — | — | UK77 (2 Wo.)UK | US77 (6 Wo.)US | R&B1 (12 Wo.)R&B | Erstveröffentlichung: Dezember 1987                                                       |
| 1987 | With Each Beat of My Heart Characters                                          | — | — | — | — | — | R&B28 (10 Wo.)R&B | Erstveröffentlichung: 1987                                                                |
| 1988 | Get It Characters                                                              | — | — | — | UK37 (4 Wo.)UK | US80 (6 Wo.)US | R&B4 (11 Wo.)R&B | Erstveröffentlichung: 14. Mai 1988 feat. Michael Jackson                                  |
| 1988 | My Eyes Don’t Cry Characters                                                   | — | — | — | UK92 (2 Wo.)UK | — | R&B6 (13 Wo.)R&B | Erstveröffentlichung: 10. Oktober 1988                                                    |
| 1989 | Free Characters                                                                | — | — | — | UK49 (5 Wo.)UK | — | — | Erstveröffentlichung: 8. Mai 1989                                                         |
| 1990 | Keep Our Love Alive –                                                          | — | — | — | UK77 (2 Wo.)UK | — | R&B24 (14 Wo.)R&B | Erstveröffentlichung: 8. Oktober 1990                                                     |
| 1991 | Gotta Have You Jungle Fever O.S.T.                                             | — | — | — | — | US92 (3 Wo.)US | R&B3 (16 Wo.)R&B | Erstveröffentlichung: 3. Juni 1991                                                        |
| 1991 | Funny Day Jungle Fever O.S.T.                                                  | — | — | — | UK63 (1 Wo.)UK | — | R&B6 (14 Wo.)R&B | Erstveröffentlichung: 13. August 1991                                                     |
| 1991 | These Three Words Jungle Fever O.S.T.                                          | — | — | — | — | — | R&B7 (16 Wo.)R&B | Erstveröffentlichung: November 1991                                                       |
| 1995 | For Your Love Conversation Peace                                               | DE63 (11 Wo.)DE | — | — | UK23 (4 Wo.)UK | US53 (14 Wo.)US | R&B11 (13 Wo.)R&B | Erstveröffentlichung: 14. Februar 1995 Verkäufe: + 5.000 2× Grammy                        |
| 1995 | Tomorrow Robins Will Sing Conversation Peace                                   | — | — | — | UK71 (1 Wo.)UK | — | R&B60 (10 Wo.)R&B | Erstveröffentlichung: 23. Mai 1995                                                        |
| 1995 | Treat Myself Conversation Peace                                                | — | — | — | — | — | R&B92 (3 Wo.)R&B | Erstveröffentlichung: 1995                                                                |
| 1996 | Kiss Lonely Good-Bye Song Review: A Greatest Hits Collection                   | — | — | — | — | — | — | Erstveröffentlichung: 1996                                                                |
| 1996 | Isn’t She Lovely (Celebration Mix) Song Review: A Greatest Hits Collection     | — | — | — | UK— PlatinUK | US— GoldUS | — | Erstveröffentlichung: 1996 Verkäufe: + 1.130.000                                          |
| 2005 | So What the Fuss A Time to Love                                                | — | — | CH46 (10 Wo.)CH | UK19 (4 Wo.)UK | US96 (1 Wo.)US | R&B34 (20 Wo.)R&B | Erstveröffentlichung: 16. Mai 2005 Begleitmusiker: En Vogue (Gesang), Prince (Gitarre)    |
| 2005 | Positivity A Time to Love                                                      | — | — | — | UK54 (1 Wo.)UK | — | — | Erstveröffentlichung: 11. November 2005 feat. Aisha Morris                                |
| 2006 | From the Bottom of My Heart A Time to Love                                     | — | — | — | — | — | R&B52 (20 Wo.)R&B | Erstveröffentlichung: 2006                                                                |
| 2006 | Shelter in the Rain A Time to Love                                             | — | — | — | — | — | R&B93 (5 Wo.)R&B | Erstveröffentlichung: 2006                                                                |
| 2012 | Sunny –                                                                        | — | — | — | — | — | — | Erstveröffentlichung: 9. Januar 2012                                                      |
| 2015 | Someday at Christmas –                                                         | DE66 (2 Wo.)DE | — | — | — | — | — | Erstveröffentlichung: 26. November 2015 Charteinstieg: 2023; feat. Andra Day              |
| 2016 | Faith Sing (O.S.T.)                                                            | — | — | — | UK— SilberUK | — | — | Erstveröffentlichung: 4. November 2016 Verkäufe: + 225.000; feat. Ariana Grande           |
| 2020 | Lean On Me / Love’s In Need Of Love Today –                                    | — | — | — | — | — | — | Erstveröffentlichung: 17. April 2020                                                      |
| 2020 | Can’t Put It in the Hands of Fate –                                            | — | — | — | — | — | — | Erstveröffentlichung: 13. Oktober 2020 feat. Rhapsody, Cordae, Chika & Busta Rhymes       |
| 2020 | Where Is Our Love Song –                                                       | — | — | — | — | — | — | Erstveröffentlichung: 16. Oktober 2020 feat. Gary Clark Jr.                               |
| 2024 | Can We Fix Our Nation’s Broken Heart –                                         | — | — | — | — | — | — | Erstveröffentlichung: 30. August 2024                                                     |

grau schraffiert: keine Chartdaten aus diesem Jahr verfügbar

### Als Gastmusiker
| Jahr | Titel Album                                                              | Höchstplatzierung, Gesamtwochen, AuszeichnungChartplatzierungen (Jahr, Titel, Album, Platzierungen, Wochen, Auszeichnungen, Anmerkungen) | Höchstplatzierung, Gesamtwochen, AuszeichnungChartplatzierungen (Jahr, Titel, Album, Platzierungen, Wochen, Auszeichnungen, Anmerkungen) | Höchstplatzierung, Gesamtwochen, AuszeichnungChartplatzierungen (Jahr, Titel, Album, Platzierungen, Wochen, Auszeichnungen, Anmerkungen) | Höchstplatzierung, Gesamtwochen, AuszeichnungChartplatzierungen (Jahr, Titel, Album, Platzierungen, Wochen, Auszeichnungen, Anmerkungen) | Höchstplatzierung, Gesamtwochen, AuszeichnungChartplatzierungen (Jahr, Titel, Album, Platzierungen, Wochen, Auszeichnungen, Anmerkungen) | Höchstplatzierung, Gesamtwochen, AuszeichnungChartplatzierungen (Jahr, Titel, Album, Platzierungen, Wochen, Auszeichnungen, Anmerkungen) | Anmerkungen                                                                                               |
| Jahr | Titel Album                                                              | DE | AT | CH | UK | US | R&B | Anmerkungen                                                                                               |
| ---- | ------------------------------------------------------------------------ | --- | --- | --- | --- | --- | --- | --- |
| 1974 | The Lonely One It’s Like You Never Left                                  | — | — | — | — | — | — | Erstveröffentlichung: 26. April 1974 Dave Mason feat. Leon Russell & Stevie Wonder                        |
| 1982 | Ebony and Ivory Tug of War                                               | DE1 (22 Wo.)DE | AT3 (18 Wo.)AT | CH2 (12 Wo.)CH | UK1 Gold · (10 Wo.)UK | US1 (19 Wo.)US | R&B8 (19 Wo.)R&B | Erstveröffentlichung: 29. März 1982 Verkäufe: + 1.510.000; Paul McCartney mit Stevie Wonder               |
| 1985 | We Are the World                                                         | DE2 (21 Wo.)DE | AT2 (18 Wo.)AT | CH1 (29 Wo.)CH | UK1 Silber · (10 Wo.)UK | US1 (18 Wo.)US | — | Erstveröffentlichung: 7. März 1985 Verkäufe: + 9.890.000; mit USA for Africa                              |
| 1985 | That’s What Friends Are For Friends                                      | DE36 (11 Wo.)DE | — | CH11 (8 Wo.)CH | UK16 (10 Wo.)UK | US1 Gold · (23 Wo.)US | R&B1 (20 Wo.)R&B | Erstveröffentlichung: 28. Oktober 1985 Verkäufe: + 500.000; Dionne Warwick & Friends                      |
| 1988 | My Love Non Stop                                                         | — | — | — | UK5 (17 Wo.)UK | US80 (5 Wo.)US | R&B88 (4 Wo.)R&B | Erstveröffentlichung: 21. Mai 1988 Julio Iglesias & Stevie Wonder                                         |
| 1990 | Lift Ev’ry Voice and Sing I’m In Love                                    | — | — | — | — | — | R&B9 (13 Wo.)R&B | Erstveröffentlichung: 26. März 1990 Melba Moore feat. Stevie Wonder                                       |
| 1992 | We Didn’t Know I’m Your Baby Tonight                                     | — | — | — | — | — | R&B20 (12 Wo.)R&B | Erstveröffentlichung: 14. April 1992 Whitney Houston & Stevie Wonder                                      |
| 1997 | How Come, How Long The Day                                               | DE17 (19 Wo.)DE | AT9 (12 Wo.)AT | CH10 (19 Wo.)CH | UK10 (5 Wo.)UK | — | — | Erstveröffentlichung: 27. Mai 1997 Babyface feat. Stevie Wonder                                           |
| 1997 | Gone Too Soon MTV Unplugged NYC 1997                                     | — | — | — | — | — | — | Erstveröffentlichung: 15. Dezember 1997 Babyface feat. Stevie Wonder                                      |
| 1998 | True to Your Heart 98° and Rising                                        | DE52 (9 Wo.)DE | — | CH25 (11 Wo.)CH | UK51 (1 Wo.)UK | — | — | Erstveröffentlichung: 19. Oktober 1998 98 Degrees feat. Stevie Wonder                                     |
| 2003 | Signed, Sealed, Delivered (I’m Yours) Guilty                             | DE29 (7 Wo.)DE | AT35 (8 Wo.)AT | CH53 (8 Wo.)CH | UK11 Silber · (10 Wo.)UK | — | — | Erstveröffentlichung: 24. November 2003 Blue feat. Stevie Wonder & Angie Stone                            |
| 2004 | What a Wonderful World Stardust: The Great American Songbook, Volume III | — | — | — | — | — | — | Erstveröffentlichung: Oktober 2004 Rod Stewart feat. Stevie Wonder                                        |
| 2009 | Never Give You Up The Way I See It                                       | — | — | — | — | — | R&B26 (26 Wo.)R&B | Erstveröffentlichung: 27. Mai 2009 Raphael Saadiq feat. Stevie Wonder & CJ Hilton                         |
| 2015 | California Roll Bush                                                     | — | — | — | — | — | R&B49 (1 Wo.)R&B | Erstveröffentlichung: 5. Mai 2015 Snoop Dogg feat. Stevie Wonder                                          |
| 2021 | Finish Line The Lockdown Sessions                                        | — | — | — | — | — | — | Erstveröffentlichung: 30. September 2021 Elton John feat. Stevie Wonder                                   |
| 2023 | Sweet Sounds of Heaven Hackney Diamonds                                  | DE84 (1 Wo.)DE | — | CH72 (1 Wo.)CH | — | — | — | Erstveröffentlichung: 28. September 2023 The Rolling Stones feat. Lady Gaga & Stevie Wonder               |
| 2023 | The More I Love My Life Euphoria                                         | — | — | — | — | — | — | Erstveröffentlichung: 10. November 2023 Narada Michael Walden feat. Carlos Santana, Sting & Stevie Wonder |

## Videoalben
| Jahr | Titel                                 | Höchstplatzierung, Gesamtwochen, AuszeichnungChartplatzierungen (Jahr, Titel, Platzierungen, Wochen, Auszeichnungen, Anmerkungen) | Höchstplatzierung, Gesamtwochen, AuszeichnungChartplatzierungen (Jahr, Titel, Platzierungen, Wochen, Auszeichnungen, Anmerkungen) | Höchstplatzierung, Gesamtwochen, AuszeichnungChartplatzierungen (Jahr, Titel, Platzierungen, Wochen, Auszeichnungen, Anmerkungen) | Höchstplatzierung, Gesamtwochen, AuszeichnungChartplatzierungen (Jahr, Titel, Platzierungen, Wochen, Auszeichnungen, Anmerkungen) | Höchstplatzierung, Gesamtwochen, AuszeichnungChartplatzierungen (Jahr, Titel, Platzierungen, Wochen, Auszeichnungen, Anmerkungen) | Anmerkungen        |
| Jahr | Titel                                 | DE | AT | CH | UK | US | Anmerkungen        |
| ---- | ------------------------------------- | --- | --- | --- | --- | --- | ------------------ |
| 2009 | Live at Last: A Wonder Summer’s Night | — | — | CH9 (1 Wo.)CH | UK1 (25 Wo.)UK | US— GoldUS | Verkäufe: + 50.000 |

Weitere Videoalben
- 1998: Songs in the Key of Life
- 2007: Broadcasting live
- 2007: Videobiography
- 2008: Behind the Music
- 2008: At Nippon Budokan Hall, Tokyo 1982
- 2008: A Night of Wonder

## Boxsets
| Jahr | Titel                       | Höchstplatzierung, Gesamtwochen, AuszeichnungChartplatzierungen (Jahr, Titel, Platzierungen, Wochen, Auszeichnungen, Anmerkungen) | Höchstplatzierung, Gesamtwochen, AuszeichnungChartplatzierungen (Jahr, Titel, Platzierungen, Wochen, Auszeichnungen, Anmerkungen) | Höchstplatzierung, Gesamtwochen, AuszeichnungChartplatzierungen (Jahr, Titel, Platzierungen, Wochen, Auszeichnungen, Anmerkungen) | Höchstplatzierung, Gesamtwochen, AuszeichnungChartplatzierungen (Jahr, Titel, Platzierungen, Wochen, Auszeichnungen, Anmerkungen) | Höchstplatzierung, Gesamtwochen, AuszeichnungChartplatzierungen (Jahr, Titel, Platzierungen, Wochen, Auszeichnungen, Anmerkungen) | Höchstplatzierung, Gesamtwochen, AuszeichnungChartplatzierungen (Jahr, Titel, Platzierungen, Wochen, Auszeichnungen, Anmerkungen) | Anmerkungen                                                 |
| Jahr | Titel                       | DE | AT | CH | UK | US | R&B | Anmerkungen                                                 |
| ---- | --------------------------- | --- | --- | --- | --- | --- | --- | ----------------------------------------------------------- |
| 1999 | At the Close of the Century | — | — | — | — | US— GoldUS | R&B100 (1 Wo.)R&B | Erstveröffentlichung: 23. November 1999 Verkäufe: + 507.500 |

Weitere Boxsets
- 1967: Down to Earth / I Was Made to Love Her
- 1968: For Once in My Life / Uptight
- 1990: My Cherie Amour / Signed, Sealed & Delivered
- 2000: Fulfillingness’ First Finale / Music of My Mind / In Square Circle
- 2000: Innervisions / Fulfillingness’ First Finale
- 2000: Talking Book / Music of My Mind
- 2000: Innervisions / Talking Book
- 2005: The Complete Stevie Wonder

## Promoveröffentlichungen
Promo-Singles
- 2006: Canzoni Stonati (Andrea Bocelli feat. Stevie Wonder)

## Sonderveröffentlichungen

### Kompilationen
- 1999: Universal Master Collection (Teil der Reihe The Universal Masters Collection)
- 2000: Early Classics (Teil der Reihe Tamla Motown Early Classics)
- 2000: Millenium Edition (Teil der Reihe Millenium Edition)
- 2008: Playlist Your Way (Teil der Reihe Playlist Your Way)

### Gastbeiträge
- 1969: The Thrill Is Gone (B.B. King mit Stevie Wonder)
- 1972: To Know You Is to Love You (B.B. King & Stevie Wonder)
- 1982: What’s That You’re Doing? (Paul McCartney & Stevie Wonder)
- 1983: The Crown (Gary Byrd & The G.B. Experience feat. Stevie Wonder)
- 1984: It’s You (Dionne Warwick & Stevie Wonder)
- 1984: Weakness (Dionne Warwick & Stevie Wonder)
- 1998: St. Louis Blues (Herbie Hancock mit Stevie Wonder)
- 2005: Why (Kirk Franklin feat. Stevie Wonder)
- 2006: Been Through the Storm (Busta Rhymes feat. Stevie Wonder)
- 2006: Berimbau / Consolação (Sérgio Mendes feat. Stevie Wonder & Gracinha Leporace)
- 2006: Conversations (Snoop Dogg feat. Stevie Wonder)
- 2006: Expressions of Love (Raul Midón feat. Stevie Wonder)
- 2009: My cherie amour (Rod Stewart feat. Stevie Wonder)
- 2010: Blame It on the Sun (Monica Mancini feat. Stevie Wonder)
- 2020: Real Love (Byron Miller feat. Walter Beasley & Stevie Wonder)
- 2023: Don't Make Me Wait Too Long (Kimberley Brewer feat. Stevie Wonder & Joe)
- 2023: What Christmas Means to Me (Cher with Stevie Wonder)
- 2024: What About the Children (Gary Clark Jr. & Stevie Wonder)

### Begleitung als Mundharmonikaspieler
- 1975: Steppin’ in It (Herbie Hancock)
- 1975: Do it while you can (Billy Preston)
- 1975: It’s my pleasure (Billy Preston)[2]
- 1982: Samurai (Djavan)
- 1983: Spice of Life (The Manhattan Transfer)
- 1983: I Guess That’s Why They Call It the Blues (Elton John)
- 1983: Someday (Gap Band)[3]
- 1984: Closer to the Source (Dizzy Gillespie)
- 1984: I Feel for You (Chaka Khan)
- 1985: There Must Be an Angel (Playing with My Heart) (Eurythmics)
- 1985: I do love you (The Beach Boys)
- 1986: Nobody Walks In L.A. (Ashford & Simpson)
- 1987: As Time Goes By (Carly Simon)
- 1989: Have a talk with God (Jon Gibson)
- 1993: That’s all (Will Downing)
- 1994: Deuce (Kiss My Ass (Tributealbum); mit Lenny Kravitz)
- 1998: St. Louis Blues (Herbie Hancock)
- 1999: Brand New Day (Sting)
- 1999: In a Rush (BLACKstreet)
- 2005: Expressions of Love (Raul Midón)
- 2006: Canzoni Stonate (Andrea Bocelli)
- 2012: Only our Hearts (Paul McCartney)
- 2018: Stop trying to be God (Travis Scott)

## Statistik

### Chartauswertung
|                     | DE     | AT    | CH    | UK     | US     | R&B      |
| ------------------- | ------ | ----- | ----- | ------ | ------ | -------- |
| Nummer-eins-Alben   | DE—DE  | AT—AT | CH—CH | UK—UK  | US3US  | R&B10R&B |
| Top-10-Alben        | DE2DE  | AT2AT | CH2CH | UK9UK  | US11US | R&B23R&B |
| Alben in den Charts | DE12DE | AT8AT | CH7CH | UK21UK | US29US | R&B32R&B |

|                       | DE     | AT    | CH     | UK     | US     | R&B      |
| --------------------- | ------ | ----- | ------ | ------ | ------ | -------- |
| Nummer-eins-Singles   | DE2DE  | AT2AT | CH3CH  | UK3UK  | US11US | R&B20R&B |
| Top-10-Singles        | DE5DE  | AT6AT | CH9CH  | UK19UK | US29US | R&B50R&B |
| Singles in den Charts | DE23DE | AT8AT | CH16CH | UK61UK | US65US | R&B77R&B |

|                          | DE    | AT    | CH    | UK    | US    |
| ------------------------ | ----- | ----- | ----- | ----- | ----- |
| Nummer-eins-Videoalben   | DE—DE | AT—AT | CH—CH | UK1UK | US—US |
| Top-10-Videoalben        | DE—DE | AT—AT | CH1CH | UK1UK | US—US |
| Videoalben in den Charts | DE—DE | AT—AT | CH1CH | UK1UK | US—US |

### Auszeichnungen für Musikverkäufe
| Land/RegionAuszeichnungen für Musikverkäufe (Land/Region, Auszeichnungen, Verkäufe, Quellen) | Silber       | Gold       | Platin         | Diamant  | Verkäufe    | Quellen                                                     |
| -------------------------------------------------------------------------------------------- | ------------ | ---------- | -------------- | -------- | ----------- | ----------------------------------------------------------- |
| Argentinien (CAPIF)                                                                          | —            | —          | 3× Platin3     | —        | 76.000      | capif.org.ar (Memento vom 31. Mai 2011 im Internet Archive) |
| Australien (ARIA)                                                                            | —            | 4× Gold4   | 5× Platin5     | —        | 455.000     | aria.com.au                                                 |
| Belgien (BRMA)                                                                               | —            | —          | 2× Platin2     | —        | 100.000     | ultratop.be                                                 |
| Dänemark (IFPI)                                                                              | —            | 5× Gold5   | 2× Platin2     | —        | 405.000     | ifpi.dk                                                     |
| Deutschland (BVMI)                                                                           | —            | 5× Gold5   | 2× Platin2     | —        | 2.200.000   | musikindustrie.de                                           |
| Europa (IFPI)                                                                                | —            | —          | 2× Platin2     | —        | (2.000.000) | ifpi.org (Memento vom 1. Januar 2014 im Internet Archive)   |
| Finnland (IFPI)                                                                              | —            | —          | Platin1        | —        | 53.626      | ifpi.fi                                                     |
| Frankreich (SNEP)                                                                            | —            | 7× Gold7   | 2× Platin2     | —        | 2.850.000   | infodisc.fr snepmusique.com                                 |
| Griechenland (IFPI)                                                                          | —            | —          | 2× Platin2     | —        | 40.000      | Einzelnachweise                                             |
| Hongkong (IFPI/HKRIA)                                                                        | —            | Gold1      | Platin1        | —        | 30.000      | ifpihk.org                                                  |
| Italien (FIMI)                                                                               | —            | 5× Gold5   | 3× Platin3     | —        | 425.000     | fimi.it                                                     |
| Japan (RIAJ)                                                                                 | —            | 2× Gold2   | 7× Platin7     | —        | 1.300.000   | riaj.or.jp                                                  |
| Kanada (MC)                                                                                  | —            | 6× Gold6   | 15× Platin15   | —        | 1.850.000   | musiccanada.com                                             |
| Neuseeland (RMNZ)                                                                            | —            | 18× Gold18 | 23× Platin23   | —        | 825.500     | aotearoamusiccharts.co.nz NZ2 NZ3                           |
| Niederlande (NVPI)                                                                           | —            | 3× Gold3   | 2× Platin2     | —        | 300.000     | nvpi.nl                                                     |
| Norwegen (IFPI)                                                                              | —            | Gold1      | 4× Platin4     | —        | 85.000      | ifpi.no (Memento vom 5. November 2012 im Internet Archive)  |
| Portugal (AFP)                                                                               | —            | Gold1      | 3× Platin3     | —        | 260.000     | Einzelnachweise                                             |
| Russland (NFPF)                                                                              | —            | Gold1      | —              | —        | 100.000     | Einzelnachweise                                             |
| Schweden (IFPI)                                                                              | —            | 2× Gold2   | —              | —        | 70.000      | sverigetopplistan.se                                        |
| Schweiz (IFPI)                                                                               | —            | Gold1      | 3× Platin3     | —        | 175.000     | hitparade.ch                                                |
| Spanien (Promusicae)                                                                         | —            | 5× Gold5   | 6× Platin6     | —        | 565.000     | elportaldemusica.es ES2                                     |
| Vereinigte Staaten (RIAA)                                                                    | —            | 12× Gold12 | 18× Platin18   | Diamant1 | 38.150.000  | riaa.com                                                    |
| Vereinigtes Königreich (BPI)                                                                 | 12× Silber12 | 14× Gold14 | 24× Platin24   | —        | 18.192.528  | bpi.co.uk                                                   |
| Insgesamt                                                                                    | 12× Silber12 | 93× Gold93 | 131× Platin131 | Diamant1 |             |                                                             |